# 1134 Kepler
Az 1134 Kepler (ideiglenes jelöléssel 1929 SA) egy marsközeli kisbolygó. Max Wolf fedezte fel 1929. szeptember 25-én, Heidelbergben.